# Длакава златна кртица
Длакава златна кртица (лат. Chrysospalax villosus) је сисар из реда Afrosoricida и фамилије Chrysochloridae. Ендемит је Јужноафричке Републике.

## Угроженост
Ова врста се сматра рањивом у погледу угрожености врсте од изумирања.

## Станиште
Станишта врсте су саване и травна вегетација. 

## Систематика
Длакава златна кртица има шест описаних подврста: